# Microcyema vespa
Microcyema vespa är en djurart som tillhör fylumet rhombozoer, och som beskrevs av van Beneden 1882. Microcyema vespa ingår i släktet Microcyema och familjen Conocyemidae. Inga underarter finns listade i Catalogue of Life.